# Podisus maculiventris
Podisus maculiventris és una espècie d'hemípter heteròpter de la família Pentatomidae, originari d'Amèrica, que mesura entre 0,8 i 1,3 cm. Desprèn una olor quan se li molesta.